# Xã Persifer, Quận Knox, Illinois
Xã Persifer (tiếng Anh: Persifer Township) là một xã thuộc quận Knox, tiểu bang Illinois, Hoa Kỳ. Năm 2010, dân số của xã này là 980 người.